# Liste du patrimoine mondial en Irak
Cet article recense les sites inscrits au patrimoine mondial en Irak.

## Statistiques
L'Irak (Iraq pour l'UNESCO) accepte la Convention pour la protection du patrimoine mondial, culturel et naturel le 5 mars 1974. Le premier site protégé est inscrit en 1985.
En 2019, l'Irak compte 6 sites inscrits au patrimoine mondial, 5 culturels et 1 mixte. 
Le pays a également soumis 11 sites à la liste indicative, 10 culturels et 1 mixte.

## Listes

### Patrimoine mondial
Les sites suivants sont inscrits au patrimoine mondial.
| Site                                                                                              | Gouvernorat               | Type                              | Date | Superficie (ha) | Lien | Notes                | Coordonnées                       | Illus. |
| ------------------------------------------------------------------------------------------------- | ------------------------- | --------------------------------- | ---- | --------------- | ---- | -------------------- | --------------------------------- | ------ |
| Assour (Qal'at Cherqat)                                                                           | Salah ad-Din              | Culturel, (iii), (iv)             | 2003 | 70              | 1130 | En péril depuis 2003 | 35° 27′ 32″ nord, 43° 15′ 36″ est |        |
| Babylone                                                                                          | Babil                     | Culturel (iii), (vi)              | 2019 | 1 054,3         | 278  |                      | 32° 32′ 31″ nord, 44° 25′ 12″ est |        |
| Citadelle d'Erbil                                                                                 | Arbil                     | Culturel (iv)                     | 2014 | 16              | 1437 |                      | 36° 11′ nord, 44° 01′ est         |        |
| Hatra                                                                                             | Ninawa                    | Culturel, (ii), (iii), (iv), (vi) | 1985 | 324             | 277  | En péril depuis 2015 | 35° 35′ 17″ nord, 42° 43′ 05″ est |        |
| Ville archéologique de Samarra                                                                    | Salah ad-Din              | Culturel, (ii), (iii), (iv)       | 2007 | 15 058          | 276  | En péril depuis 2007 | 34° 20′ 28″ nord, 43° 49′ 26″ est |        |
| Les Ahwar du sud de l’Iraq : refuge de biodiversité et paysage relique des villes mésopotamiennes | Al-Basra, Dhi Qar, Maysan | Mixte, (iii), (v), (ix), (x)      | 2016 | 21 544          | 1481 |                      | 31° 30′ 00″ nord, 46° 34′ 59″ est |        |

### Liste indicative
Les sites suivants sont inscrits sur la liste indicative.
| Site                                                                                                  | Gouvernorat    | Type                                       | Date | Superficie (ha) | Lien | Notes | Coordonnées                       | Illus. |
| --- | -------------- | ------------------------------------------ | ---- | --------------- | ---- | ----- | --------------------------------- | ------ |
| Caractéristiques historiques du Tigre à Bagdad Rusafa, de l'école Al-Mustansiriya au palais abbasside | Bagdad         | Culturel (i), (ii), (iv), (vi)             | 2014 |                 | 5880 |       |                                   |        |
| Cimetière Wadi-us-Salaam à Nadjaf                                                                     | An-Najaf       | Culturel (iii), (v), (vi)                  | 2011 |                 | 5578 |       | 32° 00′ 00″ nord, 44° 18′ 58″ est |        |
| Établissement néolithique de Bestansur                                                                | As-Sulaymaniya | Culturel (iii), (iv)                       | 2017 |                 | 6172 |       | 35° 22′ 36″ nord, 45° 38′ 44″ est |        |
| La forteresse d'Al-Ukhaidir                                                                           | Karbala        | Culturel (i), (ii)                         | 2000 |                 | 1467 |       | 32° 26′ 28″ nord, 43° 36′ 07″ est |        |
| L'ancienne ville de Ninive                                                                            | Ninive         | Culturel (i), (ii), (iii), (iv), (v), (vi) | 2000 |                 | 1465 |       | 36° 21′ 36″ nord, 43° 09′ 11″ est |        |
| Le site d'Al Kifl                                                                                     | Babil          | Culturel (i), (ii), (iii), (iv), (v), (vi) | 2010 |                 | 5497 |       | 32° 13′ 37″ nord, 44° 22′ 01″ est |        |
| Nimrud                                                                                                | Ninive         | Culturel (i), (ii), (iii)                  | 2000 |                 | 1463 |       | 36° 05′ 56″ nord, 43° 19′ 37″ est |        |
| Nippur                                                                                                | Al-Qadisiyya   | Culturel (iii), (vi)                       | 2017 |                 | 6173 |       | 32° 07′ 23″ nord, 45° 14′ 06″ est |        |
| Vieille ville de Mossoul                                                                              | Ninive         | Culturel (iii), (v), (vi)                  | 2018 |                 | 6355 |       | 36° 20′ nord, 43° 08′ est         |        |
| Wasit                                                                                                 | Wasit          | Culturel (i), (ii), (iv)                   | 2000 |                 | 1468 |       | 32° 20′ 20″ nord, 45° 56′ 02″ est |        |
| Amedi                                                                                                 | Dahuk          | Mixte (i), (ii), (iii), (vii), (viii)      | 2011 |                 | 5601 |       | 37° 05′ 31″ nord, 43° 29′ 13″ est |        |